# شارون بيك
شارون ماريا ريبيكا بيك (بالعبرية: שרון מריה רבקה בק، 22 مارس 1995)، ولدت في ألمانيا،وهي لاعبة كرة القدم الإسرائيلية، وتلعب كمدافعة، وظهرت في منتخب النساء إسرائيل.